# Seix (Vilanoveta)
Seix és una partida rural del terme municipal de Conca de Dalt, a l'antic terme d'Hortoneda de la Conca, al Pallars Jussà, en territori de l'antic poble del Mas de Vilanova.
Està situat al sud-oest del Mas de Vilanova, a migdia dels Noguers de Santa i a llevant de Travet. És a l'esquerra de la Llau Gran, al nord-oest de l'Obagueta.
Aquesta partida consta de 70,3844 hectàrees de conreus de secà, ametllerars i pastures, amb zones de matolls, bosquina i improductives.